# Hermanovce nad Topľou
Hermanovce nad Topľou – wieś (obec) na Słowacji położona w kraju preszowskim, w powiecie Vranov nad Topľou. Pierwsze wzmianki o miejscowości pochodzą z 1402 roku.
Według danych z dnia 31 grudnia 2012 roku, wieś zamieszkiwało 716 osób, w tym 366 kobiet i 350 mężczyzn.
W 2001 roku pod względem narodowości i przynależności etnicznej 99,69% mieszkańców stanowili Słowacy, a 0,15% Rusini.
Ze względu na wyznawaną religię struktura mieszkańców kształtowała się w 2001 roku następująco:
- Katolicy rzymscy – 27,87%
- Grekokatolicy – 2,76%
- Ewangelicy – 60,18%
- Prawosławni – 0,15%
- Nie podano – 1,07%